# Jacques Benoist-Méchin
Pour les articles homonymes, voir Stanislas Benoist-Méchin, Benoist et Méchin.
Jacques Benoist-Méchin, né le 1er juillet 1901 à Paris 17e, et mort le 24 février 1983 dans la même ville, est un intellectuel, journaliste, historien, musicologue et homme politique français d'extrême droite. Collaborateur pendant l'occupation, il fut condamné à mort en 1947 puis gracié. Il avait œuvré à la création d'une « nouvelle Europe » avec le pouvoir nazi et était considéré comme un ultra de la collaboration au sein du régime de Vichy.
Il est aussi connu pour son travail d'historien, spécialiste d'abord de l'Allemagne, puis du monde arabe. Il a publié pendant l'entre-deux-guerres une Histoire de l'armée allemande, puis, après-guerre, une série de grandes biographies intitulée Le Rêve le plus long de l'histoire.

## Biographie

### Enfance, jeunesse et années de formation
Jacques Michel Gabriel Paul Benoist-Méchin est né dans un milieu cultivé et bourgeois. Il est le deuxième enfant (le premier étant mort-né) du second mariage de Stanislas Lucien Alfred Gabriel Benoist, baron Benoist-Méchin, avec Marie Louise Pauline Gatel.
Son père ne manquait pas de se parer du titre de baron d'Empire. En effet, sa mère, Marie Élisabeth Berthe Benoist née Méchin, mariée à Alfred Benoist (receveur des finances), était la petite-fille d'Alexandre Méchin, préfet des Landes (an VIII), de la Roër (an X), de l'Aisne (an XIII), du Calvados (1810), créé baron Méchin le 31 décembre 1809. Cette filiation a sans doute contribué à développer son intérêt pour l'époque napoléonienne.
Son enfance est toutefois difficile, notamment sur le plan financier, du fait de la prodigalité et de l'éloignement de son père. Celui-ci est un aventurier. Il a déjà effectué un long périple de cinq ans à travers la Chine, le Japon et en Russie (où il s'était marié en premières noces à la baronne Vera de Zaltza, une aristocrate russe, le 23 novembre 1887, et divorça le 15 avril 1897), puis, attaché à la légation de France à Pékin, il y achète à Monseigneur Favier, archevêque de la ville, une prodigieuse collection d’objets d’arts qui constituera plus tard l’essentiel du fonds de la collection Grandidier au musée Guimet de Paris. À la disparition précoce de Stanislas (6 mai 1923), il ne reste plus rien de l’importante fortune familiale, Jacques Benoist-Méchin doit donc travailler pour vivre.
Dans sa jeunesse, il s'est révélé doué pour les études, capable de traduire les auteurs anciens, et développant une sensibilité littéraire et musicale qui le conduit à obtenir une entrevue avec Proust en 1922 et à entretenir des liens avec le compositeur Henri Sauguet, membre de ce qu'on a appelé « l'École musicale d'Arcueil ».
Trop jeune pour participer à la Première Guerre mondiale, par la guerre il prend néanmoins conscience de la nécessité d'œuvrer à la pacification de l'Europe et, surtout, à la réconciliation franco-allemande.
Dans les années 1920 il joue dans l’orchestre de George Antheil qui, habitant au-dessus de la librairie américaine Shakespeare and Company, l’a présenté à sa propriétaire Sylvia Beach et sa compagne Adrienne Monnier. Il rencontre là de nombreux écrivains comme James Joyce, Paul Valéry, Valery Larbaud, etc.. Adrienne Monnier a dit de lui : « Aucun jeune homme ne fut autant que lui l’enfant de la maison […] Je suis très fière de notre enfant ». Lorsque Sylvia Beach est internée en tant que citoyenne américaine en 1943, Benoist-Méchin intervient personnellement pour la faire libérer.
En 1923, alors qu'il remplit ses obligations militaires, il est marqué par l'occupation française de la Ruhr décidée par Poincaré et qui n'est pas, selon lui, de nature à favoriser la réconciliation franco-allemande.
Journaliste particulièrement au fait des questions internationales, il se rend à New York de 1925 à 1927 et travaillera au sein de l'Agence d'information américaine International News Service du magnat de la presse Randolph Hearst. Il collabore ensuite à l'Europe nouvelle de Louise Weiss. Celle-ci le congédie plus tard, lui reprochant son admiration pour Hitler, auquel il a consacré une biographie retraçant son ascension. Puis il devient secrétaire général de L’Intransigeant de Léon Bailby. Sa parfaite maîtrise de l’allemand et de l’anglais lui permet de traduire un grand nombre d’ouvrages.
Jacques Benoist-Méchin fait preuve d'opinions ouvertement favorables à Hitler et au nazisme. Il voit en Hitler un régénérateur de l'Europe, puis, une fois celle-ci dominée, son fédérateur. Pacifiste, partisan d'un rapprochement avec l'Allemagne, il devient un familier d'Otto Abetz, l'homme de Hitler en France au sein notamment du Comité France–Allemagne, dont il est membre. Il a adhéré dès 1936 au Parti populaire français (PPF), s'enthousiasmant pour l'équipe rassemblée autour de Doriot par Gabriel Le Roy Ladurie : « Je n'hésite pas à affirmer qu'aucun parti politique français ne disposa jamais d'un pareil potentiel intellectuel ».
Il publie en 1939 un livre d'extraits commentés de Mein Kampf : Éclaircissements sur Mein Kampf, où il soutient qu'Hitler est « un visionnaire qui a décidé de réaliser son rêve avec le réalisme d'un homme d'État », élude les passages les plus violemment hostiles à la France, en travestit d'autres et souligne qu'Hitler s'opposerait moins à la France en elle-même qu'à la domination juive sur celle-ci.

### Le collaborateur pendant la Seconde Guerre mondiale

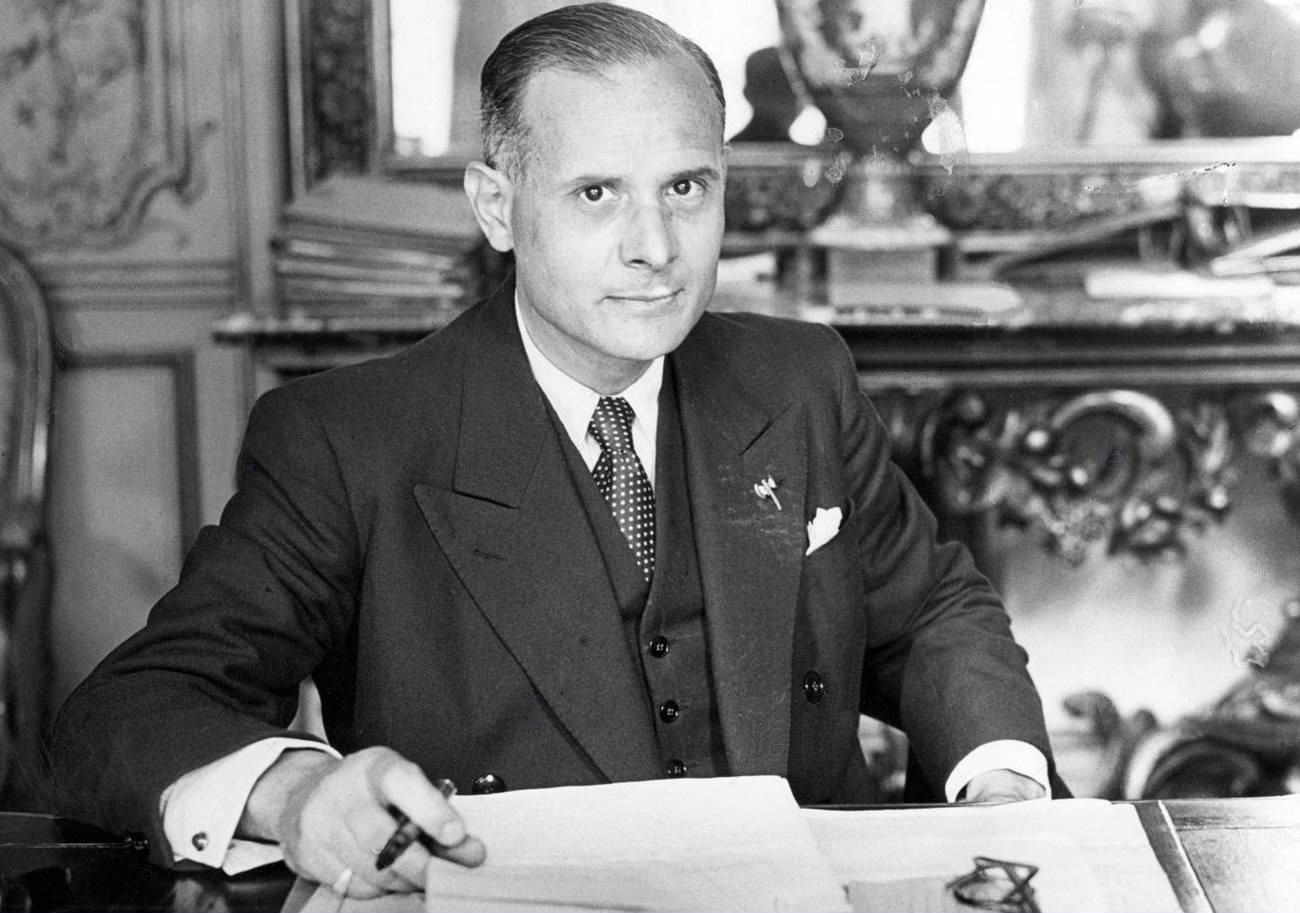
Jacques Benoist-Méchin portant une épinglette de l'ordre de la Francisque.

Après la défaite de 1940 Jacques Benoist-Méchin, qui a été mobilisé comme soldat de 2e classe, est fait prisonnier et enfermé au camp de Voves. En raison de sa maîtrise de la langue allemande, il se voit aussitôt attribuer la fonction d'interprète par les Allemands et, bien que toujours prisonnier, il est nommé en août chef de la délégation des prisonniers de guerre à Berlin auprès de Georges Scapini, chargé de venir en aide aux prisonniers français détenus en Allemagne.
Il est recruté au sein de l'École libre des sciences politiques sous pression du gouvernement.
Pour justifier son engagement dans la Collaboration, il déclare : « Un pays vaincu a le choix d'être soumis à son vainqueur ou d'être avec lui ; je choisis d'être avec lui. »
Il est nommé secrétaire général adjoint à la vice-présidence du Conseil le 25 février 1941.
En mai 1941 son nom figure sur le rapport remis à Pétain sur la Synarchie visant à discréditer le gouvernement Darlan. Il accompagne l'amiral Darlan le 11 mai 1941 à Berchtesgaden lors de sa rencontre avec Hitler.
Le 9 juin 1941 il est nommé secrétaire d'État à la vice-présidence du Conseil chargé des rapports franco-allemands. Le même mois, il est chargé de mission à Ankara pour tenter d’obtenir de la Turquie la faculté d’envoyer des renforts vers la Syrie où les troupes du général Dentz s’opposent aux forces britanniques et de la France libre. En juillet, il joue un rôle déterminant dans la mise au point des accords franco-nippons (Accords Darlan-Kato) sur l’Indochine. Fondé de pouvoir à la banque Worms, il fait partie d'un groupe influent de technocrates ultras de la collaboration participant au gouvernement de Vichy, qui veulent associer la France à la direction d'une « Nouvelle Europe ».
En janvier 1942 il reçoit, par Abetz, un message d'Hitler pour Pétain proposant une alliance militaire. Il semble avoir agi avec Victor Arrighi pour le retour de Pierre Laval au pouvoir. Il est partisan de la création de la Légion tricolore, mais les Allemands refusent.
Jacques Benoist-Méchin favorise la création d'un Service de la main-d'œuvre française en Allemagne à la tête duquel Gaston Bruneton est nommé le 6 avril 1942 et qui était chargé de l'action sociale auprès des travailleurs français en Allemagne, volontaires ou requis de force pour le Service du travail obligatoire.
Laval, excédé de trouver Benoist-Méchin sur son chemin lorsqu’il négocie avec les Allemands, et gêné par ses surenchères, supprime son poste le 26 septembre 1942 à l’occasion d’un désaccord sur la Relève. Laval l'accuse aussi de vouloir mettre à sa place l'amiral Platon,.
Après le débarquement des troupes alliées en Afrique du Nord (Opération Torch), Le Petit Parisien publie le 16 novembre 1942 une déclaration de Benoist-Méchin appelant à lutter contre les « agresseurs », visant à une déclaration de guerre aux côtés de l'Allemagne et à la constitution d'un gouvernement d'ultra-collaborationnistes avec comme mot d'ordre : « guerre, révolution, salut public »,, proposition que Marcel Déat alla faire à Abetz avec Jean Luchaire et lui-même.
Après la Libération de la France, il est arrêté et incarcéré à Fresnes en septembre 1944 pour son rôle dans la collaboration et notamment dans la création (finalement refusée par les Allemands) de la Légion tricolore. Son procès se déroule à partir du 9 mai 1947 devant la Haute Cour de justice. Après six audiences, durant lesquelles il est jugé sur son rôle de collaboration tactique et stratégique avec l'ennemi, n'ayant jamais eu de rôle dans la déportation, Benoist-Méchin est condamné à mort et à la dégradation nationale à vie le 6 juin suivant. 
Lors de son procès, Benoist-Méchin se défend des accusations de germanophilie en évoquant sa sensibilité aux questions européennes :

« Je n'ai jamais été germanophile dans le sens où on voudrait le faire entendre aujourd'hui, à savoir que j'aurais préféré l'Allemagne à mon propre pays […]. Quand je suis de passage à la SDN, à Genève, avec Briand, et que Briand parle de fédération européenne, je l'écoute et je pense qu'il a raison […] Mais quant à savoir si je suis germanophile, à partir du moment où l'Allemagne occupe les trois cinquièmes du territoire français, ça, Messieurs, ce n'est pas possible, ça n'existe pas. »

Il est gracié le 30 juillet par le président Vincent Auriol, et le 6 août sa peine de mort est commuée en travaux forcés à perpétuité, puis à 20 ans. Il effectue sa peine à Fresnes, à la centrale de l'île de Ré puis à celle de Clairvaux. Il bénéficie d'une remise de peine le 24 septembre 1953 et d'une libération conditionnelle par arrêté du ministre de la Justice Paul Ribeyre en date du 9 décembre 1953.
Retourné à la liberté, il devient journaliste et auteur de nombreuses biographies de personnages historiques dont celle de Mustafa Kemal Atatürk, et celle du roi d'Arabie Ibn Séoud, commencée pendant sa captivité. Cet ouvrage est remarqué par le roi d'Arabie et par le journal Paris-Match, qui finance pour lui une tournée de plusieurs mois au Moyen-Orient, dont il revient avec une collection d'interviews des acteurs majeurs du temps comme Nasser, le roi d'Irak ou le Premier ministre syrien. Il le fera avec le concours d'Ifrène Hacène, interprète algérien, qui deviendra son fils adoptif et l'accompagnera tout au long de sa seconde vie.
Il meurt le 24 février 1983 à l'hôpital Bichat, Paris 18e. Il est enterré dans le caveau familial au cimetière du Père-Lachaise (9e division), à Paris. À l'intérieur de la chapelle funéraire une plaque le qualifie d'« Ambassadeur et Premier ministre ».

### L'écrivain et l'historien
Il publie à partir de 1936 l'Histoire de l'armée allemande qui connaît un grand succès. Le général de Gaulle la fait réimprimer[réf. nécessaire] dès 1944, malgré la participation de Benoist-Méchin à la Collaboration à plusieurs centaines d'exemplaires pour la formation des officiers d'état-major.

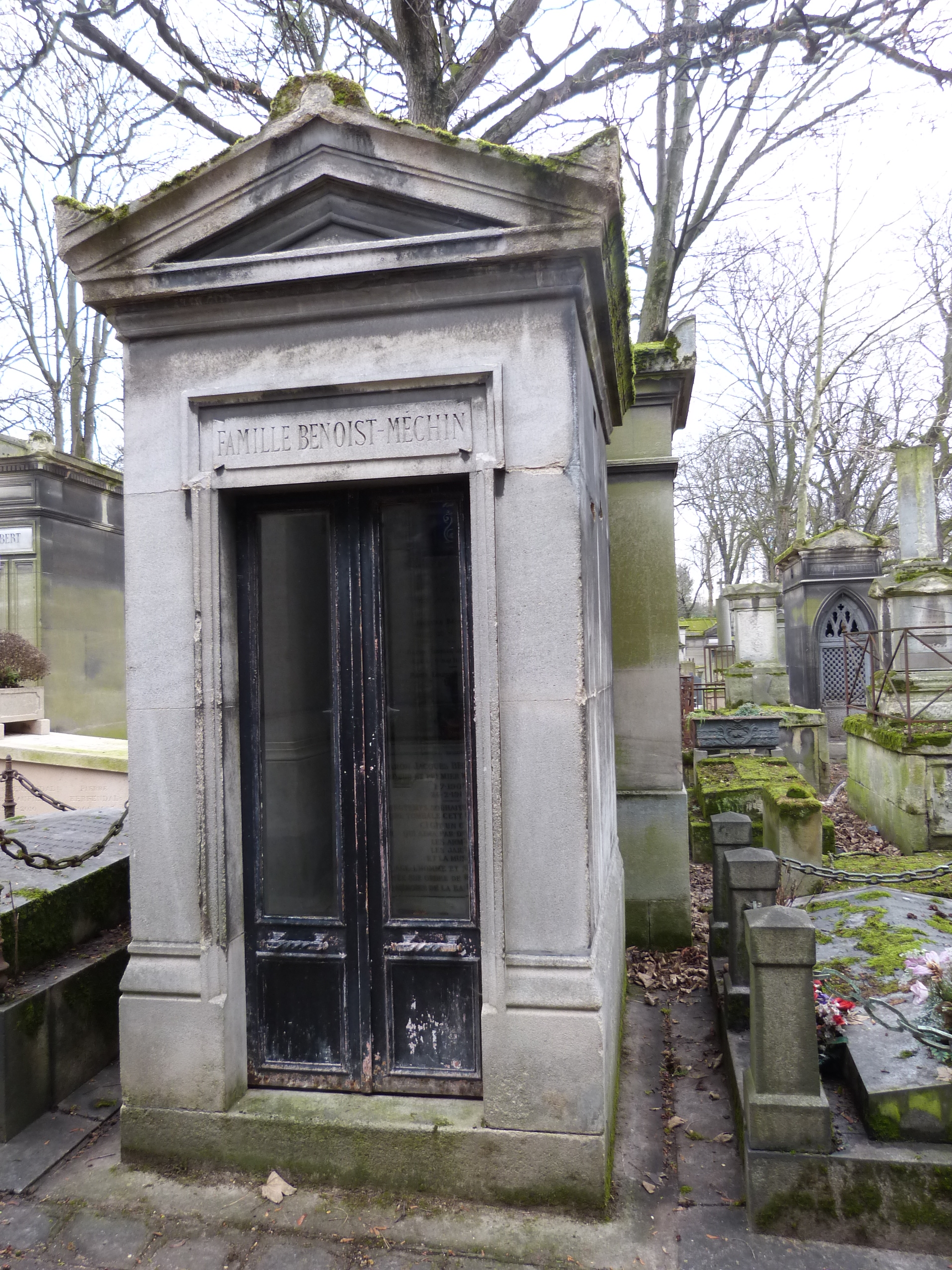
Tombe au cimetière du Père-Lachaise.

Après sa sortie de prison il se consacre à la rédaction de biographies, dans un premier temps sur la dynastie saoudienne, puis à des grands personnages d'origine européenne ayant eu des activités hors d'Europe. Il rédige ainsi les biographies de Lyautey — considérée selon les auteurs récents, comme « détaillée et pleine de sympathie pour son héros  » ou hagiographique —, de Lawrence d'Arabie (doublon ou pastiche d'un portrait de cet homme fait par Jean Béraud Villars et intitulé Le Colonel Lawrence ou la recherche de l'absolu, mais le livre de Benoist-Méchin est agréable à lire, d'où son succès auprès du public depuis les années 1960) et d'Ibn Séoud. Le thème commun de cette œuvre biographique est le rôle de l'individu d'exception qui change le cours de l'Histoire et tente de créer un empire pour donner forme et durée à l'union des hommes d'une civilisation.
Jacques Benoist-Méchin est alors, selon l'avis d'Éric Roussel pour Le Monde, « unanimement considéré comme l'un des meilleurs spécialistes du monde arabe ». Alors que ses textes font longtemps référence, la publication de ses mémoires en 2011 amènent le même journaliste à revoir son avis : il note l'écart entre la position affichée par Benoist-Méchin lors de son procès, où il se montre un Français patriote, et ses sentiments réels d'admiration à l'égard d'Hitler. Pour lui, cette admiration pour l'homme politique occulte « le racisme, la brutalité, [et sa] volonté hégémonique manifeste », attitude qui l'empêche de rédiger la fin de son Histoire de l'armée allemande, car « manifestement incapable de décrire l'écroulement du rêve auquel il avait cru ». 
Il est assez proche d'un certain nombre de chefs d'État arabes. Dès sa libération de prison il entreprend, avec pour interprète un jeune Algérien qui deviendra son fils adoptif, un vaste périple au Moyen Orient au cours duquel il s’entretient avec tout ce qui peut compter à l'époque, du roi Saoud à Nasser, dont il tirera Un printemps arabe, dont le succès est considérable. Au Caire, en 1967, il est le témoin oculaire du désastre qu’est pour l’Egypte la guerre des Six-Jours. Il sera notamment invité à l'anniversaire d'Hassan II en juillet 1971, au palais de Skhirat, où il assiste à une tentative de putsch sanglante et vaine (racontée dans Deux étés africains).

## Archives
Les archives personnelles de Jacques Benoist-Méchin ont été dispersées en 2007 lors d’une vente aux enchères à Munich. Un catalogue de ces archives apporte quelques renseignements intéressants.

## Interventions médiatiques
Le 28 janvier 1977, il participe à l'émission Apostrophes de Bernard Pivot, dont le thème ce jour-là est « Les injustices de l'histoire »

## Publications
- Reconnaissance à Rilke (collectif) (1926)
- Histoire de l'armée allemande (1936) :

1. De l'Armée impériale à la Reichswehr (1918-1919) ;
2. De la Reichswehr à l'Armée nationale (1919-1938) ;
3. De Vienne à Prague (1938-1939).

- Éclaircissements sur « Mein Kampf » d'Adolphe Hitler, le livre qui a changé la face du monde (1939).
- La Moisson de quarante. Journal d’un prisonnier de guerre (1941).
- L'Ukraine, des origines à Staline, Paris, Albin Michel, 1941.
- Ce qui demeure. Lettres de soldats tombés au champ d’honneur, 1914-1918, 1942.
- Série du Rêve le plus long de l'Histoire :

1. Lawrence d'Arabie : le rêve fracassé, Lausanne, Clairefontaine, 1961 ; éd. de poche, Paris, Perrin, 2008, coll. « Tempus » ;
2. Alexandre le Grand : le rêve dépassé Lausanne, La Guilde du livre, 1964 ; Lausanne, Clairefontaine, 1976 ; éd. de poche, Paris, Perrin, 2009, coll. « Tempus » ;
3. Cléopâtre : le rêve évanoui (1964) ; éd. poche, Paris, Perrin, 2010, coll. « Tempus » ;
4. Bonaparte en Égypte : le rêve inassouvi, Lausanne, La Guilde du livre, 1966 ; Paris, Perrin, 1978 ;
5. Lyautey l'Africain ou le rêve immolé, Paris, Perrin, 1966 ;
6. L'Empereur Julien : le rêve calciné, Paris, Perrin, 1969 ;
7. Frédéric de Hohenstaufen : le rêve excommunié, Paris, Perrin, 1980; éd. de poche, Paris, Perrin, 2008, coll. « Tempus ».

- Le Loup et le Léopard :

1. Mustapha Kemal, la mort d’un Empire, Paris, Albin Michel, 1954 ;
2. Ibn Séoud, la naissance d’un royaume, Paris, Albin Michel, 1955 ; éd poche, Paris, Le Livre de Poche, 1962 ;
3. Le Roi Saud ou l'Orient à l'heure des relèves, Paris, Albin Michel, 1960.

- Soixante jours qui ébranlèrent l'Occident (1956) :

1. La Bataille du Nord : 10 mai-4 juin 1940 ;
2. La Bataille de France : 4 juin 1940-25 juin 1940 ;
3. La Fin du régime : 26 juin 1940-10 juillet 1940.

- Un printemps arabe (1959).
- Deux étés africains (1972).
- À destins rompus (1974).
- Fayçal, roi d'Arabie, Paris, Albin Michel, 1975.
- L'Homme et ses jardins. Les métamorphoses du paradis terrestre (1975).
- La Musique et l'immortalité dans l'œuvre de Marcel Proust, Paris, Albin Michel, 1977.
- Frédéric de Hohenstaufen ou le rêve excommunié, Paris, Perrin, 1980.  (ISBN 2-262-00203-7)
- 1908-1938 La Turquie se dévoile. De l'Empire ottoman à la République d'Ataturk, PML Éditions, Paris, 1980
- Soixante jours qui ébranlèrent l'Occident, (1 vol.), Paris, Robert Laffont, 1981, coll. « Bouquins ».
- De la défaite au désastre (posthume), Paris, Albin Michel, 1984.
- À l'épreuve du temps, Paris, Julliard, 1989-1993, (posthume) ; nouvelle édition en un volume, Paris, Perrin, 2011.
- Histoire des Alaouites, (posthume), Paris, Perrin, 1994.

## Distinctions
- Ordre de la Francisque[28]
- Prix Fabien 1976[29]
- Prix Broquette-Gonin 1981[29]